# Huizhou
För andra betydelser, se Huizhou (olika betydelser).
Huizhou, tidigare romaniserat Waichow, är en stad på prefekturnivå i Guangdong-provinsen i Folkrepubliken Kina. Den ligger omkring 120 kilometer öster om provinshuvudstaden Guangzhou. Staden gränsar till Guangzhou i väst, Shaoguan i norr, Heyuan i nordost, Shanwei i öst, Shenzhen och Dongguan i sydväst samt Sydkinesiska havet i söder.
I staden talas av tradition både hakka och kantonesiska.

## Administrativ indelning
Huizhou består av två stadsdistrikt och tre härad:
| Huizhou                                | Huizhou   | Huizhou      | Huizhou       | Huizhou           | Huizhou   | Huizhou                       |
| -------------------------------------- | --------- | ------------ | ------------- | ----------------- | --------- | ----------------------------- |
| Huicheng Huiyang Boluo Huidong Longmen |           |              |               |                   |           |                               |
| Namn                                   | Kinesiska | Pinyin       | Typ           | Befolkning (2020) | Yta (km²) | Befolknings- täthet (inv/km²) |
| Huicheng                               | 惠城区    | Huìchéng qū  | Stadsdistrikt | 2 090 578         | 1 488     | 1 405                         |
| Huiyang                                | 惠阳区    | Huìyáng qū   | Stadsdistrikt | 1 404 137         | 1 205     | 1 168                         |
| Boluo                                  | 博罗县    | Bóluó xiàn   | Härad         | 1 210 878         | 2 855     | 424                           |
| Huidong                                | 惠东县    | Huìdōng xiàn | Härad         | 1 018 076         | 3 527     | 289                           |
| Longmen                                | 龙门县    | Lóngmén xiàn | Härad         | 319 183           | 2 267     | 141                           |

## Klimat
Huizhou ligger vid kräftans vändkrets och har ett fuktigt subtropiskt klimat (Köppens system: Cwa). Den årliga nederbörden är ofta runt 1 700 millimeter, främst under perioden april – september. Den årliga medeltemperaturen ligger runt 22 °C, och den frostfria perioden är ofta mer än 350 dagar om året. De flesta lokala grödor som odlas runt Huizhou hinner uppnå två årliga skördar per år, vissa regioner till och med upp till tre skördar per år.
|                                       | Jan  | Feb  | Mar  | Apr   | Maj   | Jun   | Jul   | Aug   | Sep   | Okt  | Nov  | Dec  | År      |
| ------------------------------------- | ---- | ---- | ---- | ----- | ----- | ----- | ----- | ----- | ----- | ---- | ---- | ---- | ------- |
| Medeltemp. (°C)                       | 13,7 | 14,6 | 18,0 | 22,1  | 25,3  | 27,3  | 28,4  | 28,1  | 26,9  | 24,0 | 19,4 | 15,2 | 21,9    |
|                                       |      |      |      |       |       |       |       |       |       |      |      |      |         |
| Högsta rekord (°C)                    | 28,3 | 30,1 | 32,5 | 33,9  | 36,6  | 37,3  | 38,2  | 37,7  | 36,4  | 35,3 | 33,0 | 29,6 | 38,2    |
| Högsta medeltemp. (°C)                | 18,6 | 19,3 | 22,2 | 26,1  | 29,3  | 31,3  | 32,7  | 32,5  | 31,2  | 28,6 | 24,2 | 20,4 | 26,37   |
| Lägsta medeltemp. (°C)                | 10,2 | 11,7 | 14,9 | 19,2  | 22,5  | 24,7  | 25,4  | 25,2  | 24,0  | 20,7 | 15,8 | 11,6 | 18,83   |
| Lägsta rekord (°C)                    | 1,8  | 1,4  | 2,6  | 8,4   | 14,2  | 18,1  | 20,5  | 20,8  | 17,0  | 9,2  | 4,4  | 0,3  | 0,3     |
|                                       |      |      |      |       |       |       |       |       |       |      |      |      |         |
| Nederbörd (mm)                        | 37,3 | 62,8 | 87,0 | 202,0 | 226,7 | 323,6 | 255,1 | 276,1 | 173,0 | 66,6 | 28,2 | 33,4 | 1 771,8 |
| Källa: www.weather.com.cn (1971–2000) |      |      |      |       |       |       |       |       |       |      |      |      |         |